# 자시안
자시안은 포켓몬스터 소드 실드에 나오는 가공의 캐릭터(포켓몬스터)이다.

## 특징
늑대를 모티브로 한 포켓몬이다. 입에 칼을 물고있으며 전용기는 거수참이다.

## 애니메이션에서의 자시안
포켓몬스터 W 제 42 ~ 45화에 등장하여 주인공들과 함께 무한다이노를 봉인시킨다.

## 게임에서의 자시안
포켓몬스터 소드에서 메인 전설로 나왔다. 챔피언을 이기고 로즈타워를 올라가면 자시안과 배틀할 수 있고 배틀이 끝나면 전용기인 거수참을 배우고 있는 자시안을 잡을 수 있다. 자시안은 다이맥스를 할 수 없는 포켓몬 중 하나이다. 포켓몬스터 실드에서 자마젠타를 잡으면 호브가 자시안을 잡는다.

## 같이 보기
- 포켓몬스터 소드 실드
- 자마젠타
- 포켓몬스터
- 포켓몬 목록